# Eleutherodactylus ridens
Eleutherodactylus ridens là một loài ếch trong họ Leptodactylidae.
Nó được tìm thấy ở Colombia, Costa Rica, Honduras, Nicaragua, và Panama.
Các môi trường sống tự nhiên của chúng là các khu rừng ẩm ướt đất thấp nhiệt đới hoặc cận nhiệt đới, các khu rừng vùng núi ẩm nhiệt đới hoặc cận nhiệt đới, các đồn điền, vườn nông thôn, các vùng đô thị, và các khu rừng trước đây bị suy thoái nặng nề.